# Römisches Tischbein (NAMA 5706)

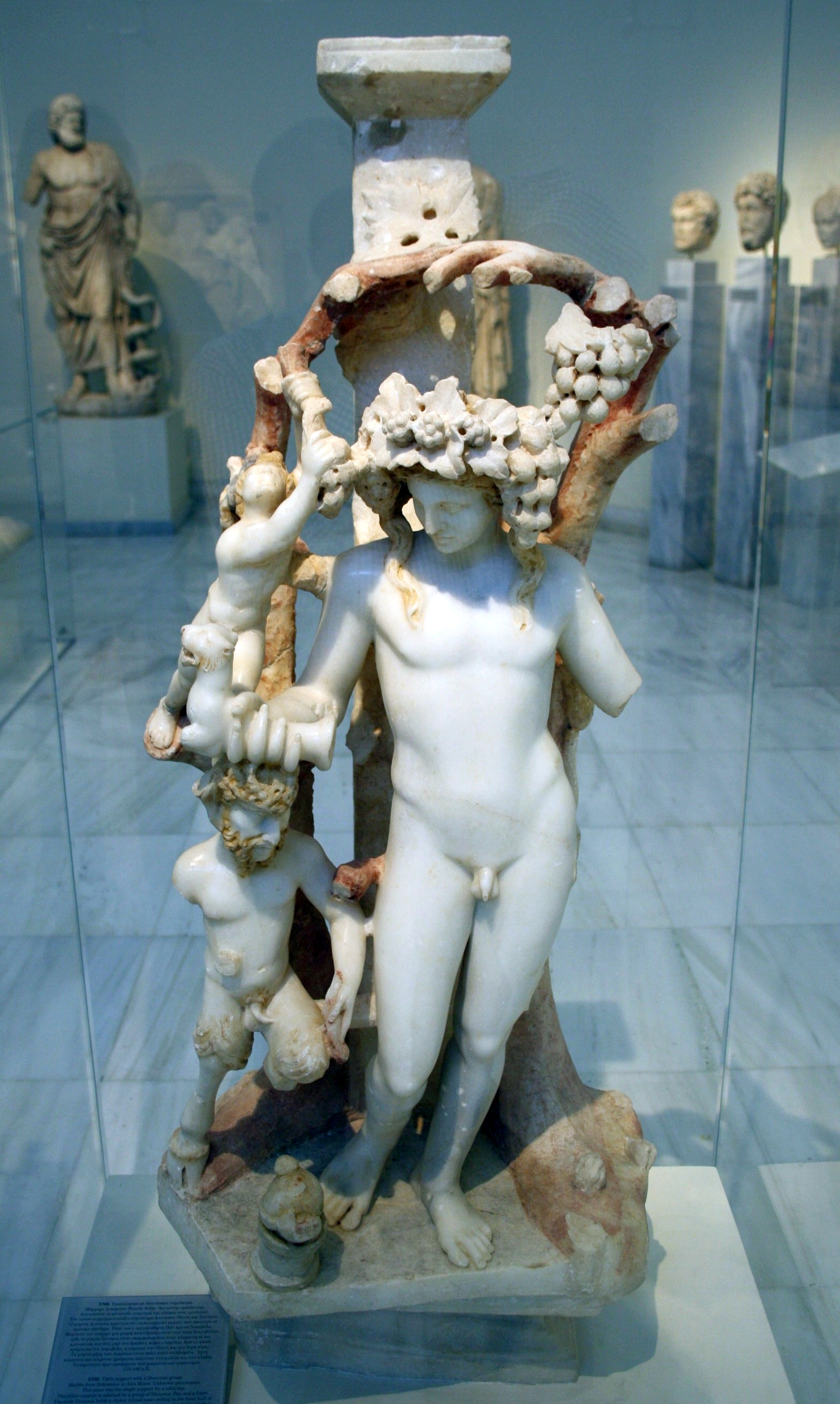
Blick von vorn

Im Archäologischen Nationalmuseum Athen befindet sich ein sehr kunstvoll gearbeitetes marmornes römisches Tischbein aus dem 2. Jahrhundert.

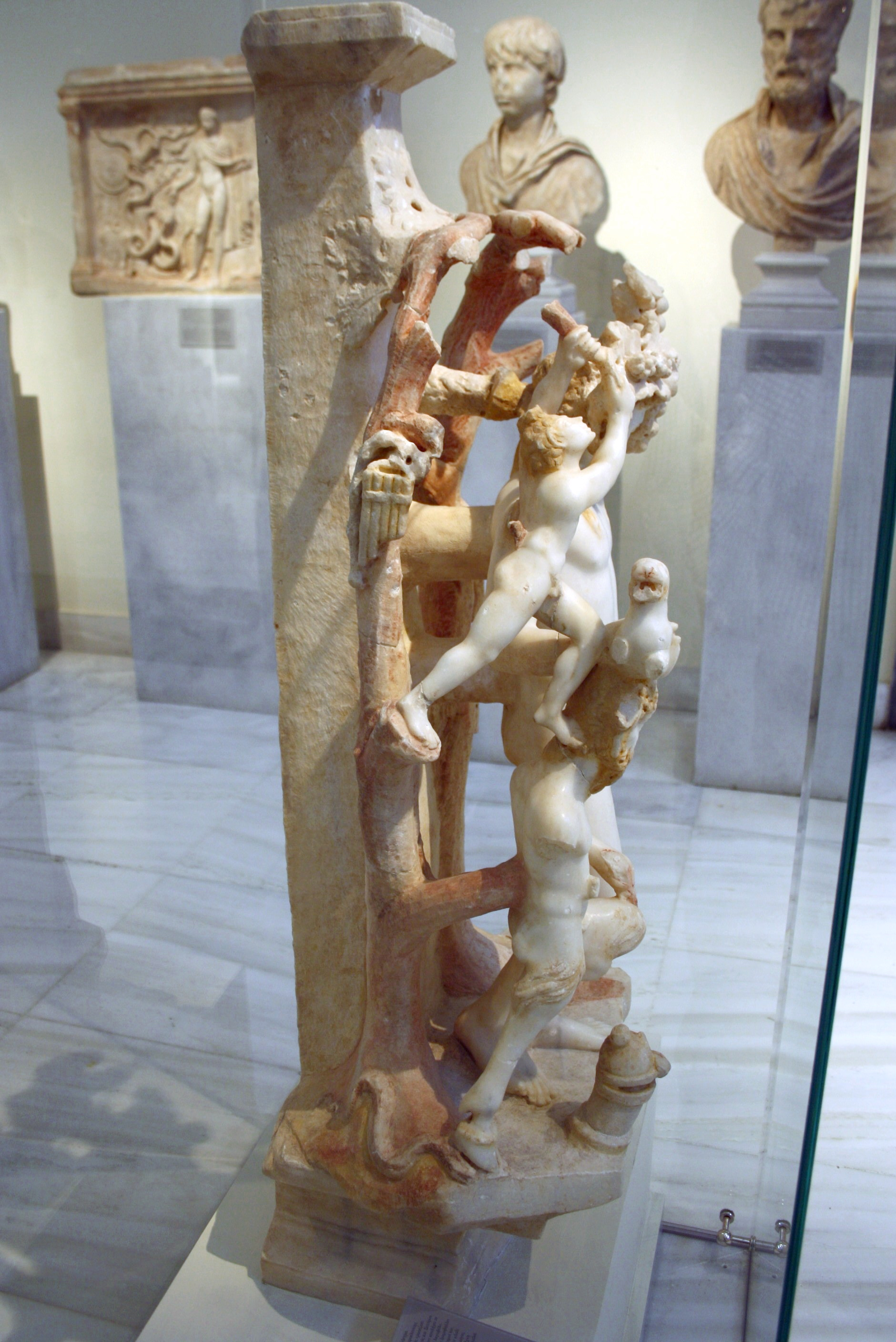
Blick von der Seite

Zentrales Thema des Ensembles ist der jugendliche Gott Dionysos. Er steht mit seinem nackten Körper frontal zum Betrachter. Der mit Weinreben und Weintrauben bekränzte Kopf mit brustlangem lockigem Haar ist leicht nach unten und nach rechts gedreht. Der linke Arm fehlt etwa vom Ellenbogen ab. Der rechte Arm ist erhoben, in der Hand hält er ein Rhyton in Form eines halben Panthers. Der Arm des Dionysos ruht auf dem Kopf eines Pan. Auch der weitaus kleiner gezeigte Pan ist nackt wiedergegeben. Die Beine sind behaart und bockshufig, das linke Bein fehlt jedoch wie der rechte Arm. In der linken Hand hält er ein Lagobolon. Auf dem Boden neben dem rechten Fuß des Dionysos steht ein runder Korb, aus dem eine Schlange entweicht. Rechts neben dem Kopf des Dionysos und über dem Kopf des Pan wird mit einem kleinen Satyr eine dritte Figur gezeigt, der die Weinreben heraufklettert. In der rechten Hand hält er eine Sichel, hinter ihm hängt ein weiteres Lagobolon sowie ein Ziegenfell an der Rebe.
Das Tischbein war der einzige Halt eines Tisches. Das eigentliche Tischbein ist eine viereckige Säule, die statuaren Verzierungen befinden sich an einer der Seiten, die damit als Vorderseite ausgewiesen ist. Sie haben die Last nicht tragen müssen. Abgesehen von den Hautpartien der drei Figuren finden sich am Rest des Marmors noch gelbe und rote Farbreste. Der Marmor wurde in einem Steinbruch bei Dokimeion in Kleinasien gewonnen. Auch das Gesamtwerk wurde in einer kleinasiatischen Werkstatt geschaffen. Es wird in die Zeit um das Jahr 170 datiert. Eine genauere Herkunft ist unklar, das Tischbein wurde konfisziert und kam so in die Sammlung des Archäologischen Nationalmuseums Athen, wo es die Inventarnummer 5706 hat.